# Rode Zee
De Rode Zee is een langgerekte binnenzee gelegen tussen Azië en Afrika. De naam is afkomstig van de rode blauwwieren die af en toe in grote hoeveelheden in deze zee voorkomen waardoor het water een rode schijn kan hebben. Een andere lezing over de herkomst van de naam "Rode Zee" is dat de naam een verwijzing is naar de rode rotsen/bergen die aan de Golf van Akaba uit de zee oprijzen.

## Geografie
De zee is nergens breder dan ongeveer 360 kilometer en loopt in het noorden uit in twee smalle baaien: de diepe Golf van Akaba en de westelijke, veel ondiepere Golf van Suez. In het zuiden staat zij via de zeestraat Bab el Mandeb in verbinding met de Golf van Aden, een uitloper van de Indische Oceaan. De Rode Zee grenst in het noorden aan Israël en Jordanië, in het oosten aan Saoedi-Arabië en Jemen en in het westen aan Eritrea, Soedan en Egypte.
Men denkt dat de Rode Zee met het verlopen van nog gigantisch vele jaren een oceaan kan worden. De Rode Zee ligt op een plek waar Afrika en het Arabisch schiereiland tijdens de afgelopen 10 tot 20 miljoen jaar door drie platen uiteen zijn getrokken. Als deze beweging met ongeveer 1 cm per jaar doorgaat, zal de Rode Zee over 400 miljoen jaar net zo breed zijn als de Atlantische Oceaan nu.
Overzicht van landen die aan de Rode Zee liggen:
- Soedan
- Egypte
- Israël
- Jordanië
- Saoedi-Arabië
- Jemen
- Eritrea

## Geologie
De Rode Zee is ontstaan als gevolg van de platentektoniek. De Arabische plaat divergeert van de Afrikaanse zodat er een MOR (Midoceanische rug) aan het ontstaan is (analoog aan de huidige Atlantische MOR). Deze breuk zet zich voort in de Afrikaanse rift met onder andere de Kilimanjaro en het Victoriameer.

## Scheepvaart
De Rode Zee is een belangrijke zeeroute in de handel tussen Azië en Europa. In oktober 2023 brak een crisis uit, toen de Houthi-beweging als reactie op de Oorlog Hamas-Israël een reeks aanvallen begon op vrachtschepen in de Rode Zee waarvan het beweerde dat ze verbonden waren met Israël. Als gevolg daarvan kozen vele schepen noodgedwongen voor de langere zeeroute rond Kaap de Goede Hoop.

## Toerisme
De Rode Zee is een populaire vakantiebestemming voor Europeanen, onder wie ook Russen, maar ook voor Arabieren. Enkele badplaatsen en duikgebieden aan de Rode Zee zijn Hurghada, Marsa Alam, Taba Heights, Dahab en Sharm-el-Sheikh in Egypte, Akaba in Jordanië en Eilat in Israël. Vooral in de Egyptische kustgebieden aan de Rode Zee vormt het toerisme een belangrijke bron van inkomsten.

## Onderwaterwereld

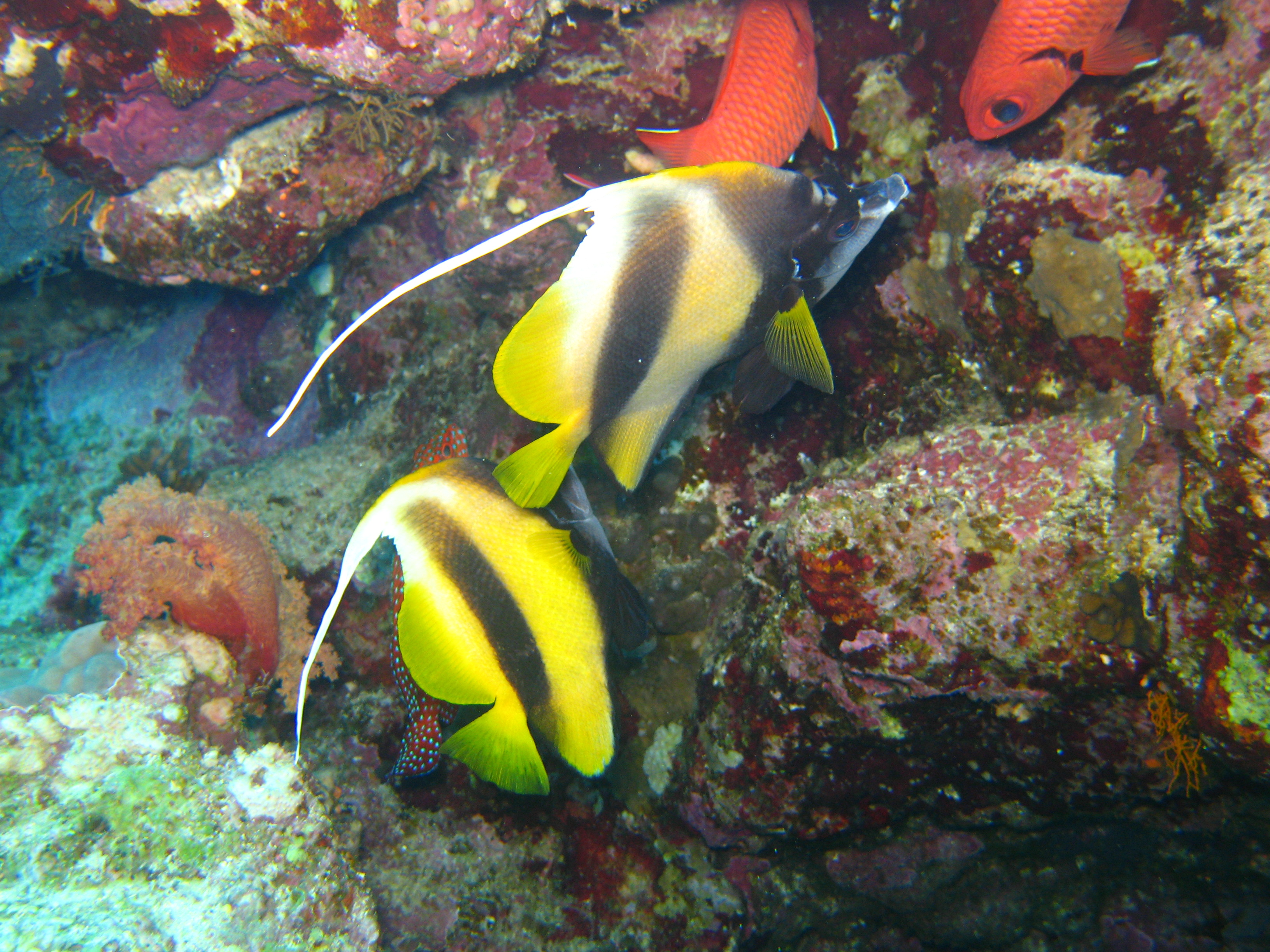
Rodezeewimpelvis

De Rode Zee is beroemd vanwege zijn prachtige en uitgestrekte koraalriffen, onder andere langs de kusten van Egypte en Soedan. Deze kustriffen behoren tot de rijkste koraalriffen van de wereld. Omdat het water van de Rode Zee aan twee zijden wordt begrensd door uitgestrekte woestijnen waarin weinig regen valt, is het water er relatief warm en helder. De koraalriffen van het noordelijk deel van de Rode Zee behoren tot de noordelijkste gelegen koraalriffen van de wereld.
De Franse onderwateronderzoeker Cousteau hield hier zijn eerste expedities. Bekend was ook zijn onderwaterdorp op het rif Shab Rumi voor de kust van Soedan. De onderwaterwereld van de Rode Zee toont een grote overeenkomst met die van de aangrenzende Indische Oceaan.
Enkele voorbeelden van het onderwaterleven zijn: steenkoralen, zachte koralen, maanstaartjuweelbaars, grijze rifhaai, oceanische witpunthaai, rode koraalbaars en anthias. Bepaalde koraalvissen zoals de keizersvis,  Acanthurus sohal, Heniochus intermedius (rodezeewimpelvis, zie afbeelding) en de tweebandanemoonvis treft men alleen in de Rode Zee (en Indische Oceaan) aan.

## In de Bijbel
De Rode Zee wordt in de Bijbelboeken Exodus 23:31, Numeri 21:4, Deuteronomium 2:1 en 1 Koningen 9:26 vermeld als de plaats waar God zijn volk Israël doorheen leidde waarna hij de Farao met zijn leger in de golven liet verdrinken. Voor orthodox-protestanten is de Rode Zee een belangrijk symbool: "Gij, die den verstokten Farao met al zijn volk in de Rode Zee verdronken hebt, en Uw volk Israël droogvoets daardoor geleid, door hetwelk de Doop beduid werd [...]" (uit het protestantse doopformulier).